# تاشکیچی
تاشکیچی (انگلیسی: Tashkichi) یک شهرک در شهرستان ایلیشفسکی استان باشقیرستان کشور روسیه است.